# Ulsterradweg
Der Ulsterradweg (oder auch Ulstertal-Radweg) verläuft im Tal der Ulster und verbindet die Quelle der Ulster mit ihrer Mündung in die Werra bei Philippsthal. Auch verbindet er den Milseburgradweg (hessische Rhön), der heute Teil des BahnRadwegs Hessen ist, mit dem thüringischen Werratal. Auf diesem Abschnitt verläuft auch der „BahnRadweg Hessen“, bevor er nach Bad Hersfeld weiterführt.
Der Ulstertal-Radweg ist in seiner gesamten Länge Teil des Rhön-Radweges, der von Bad Salzungen nach Hammelburg durch Thüringen, Hessen und durch die bayerische Rhön führt.

## Verlauf
Der Weg verläuft teilweise auf der ehemaligen Trasse der Ulstertalbahn, sodass von Philippsthal bis Hilders keine nennenswerten Steigungen zu bewältigen sind.
Die alte Bahnlinie verlief von Vacha nach Ehrenberg-Wüstensachsen. Von Philippsthal auf hessischem Gebiet überquert der Radweg die Landesgrenze nach Unterbreizbach. Die Region ist seit langem vom Kalisalz-Bergbau geprägt. Man fährt an den riesigen Kali-Abraum-Bergen vorbei und erreicht etwa bei Räsa die alte Bahntrasse. Über Pferdsdorf durch den sogenannten Ulstersack im Bereich der ehemaligen innerdeutschen Grenze durchquert die Strecke nochmals kurz hessisches Gebiet. Da dieses Teilstück im Grenzgebiet bis zum Ende der DDR der Allgemeinheit nicht zugänglich war, hat sich hier die Natur in einer sehenswerten Weise erhalten. Noch heute durchquert diesen Abschnitt keine Straße für den motorisierten Verkehr. Vor Wenigentaft wechselt der Radweg wieder auf thüringisches Gebiet und folgt der Ulster entlang der Ortschaften Buttlar, Borsch und Geisa bis nach Motzlar, in längeren Abschnitten auf der alten Bahntrasse. Vor Günthers (Tann) wird erneut die Landesgrenze nach Hessen überquert. Bei Aura kurz vor Hilders ist dann der Milseburgradweg erreicht.
Im Rahmen der Ausbaues des Rhönradwegs folgt der Ulstertal-Radweg dem Fluss aufwärts, allerdings ab Hilders nicht mehr auf der Bahntrasse. Ab hier ist mit einigen steileren Passagen zu rechnen. Ab Ehrenberg-Wüstensachsen bis zur Ulsterquelle am Heidelstein ist im Bereich der „Langen Rhön“ eine kräftige Steigung zu bewältigen.

## Verbindungen mit anderen überregionalen Radwegen
- Milseburgradweg bis nach Fulda zum Fulda-Radweg.
- Werratal-Radweg in Philippsthal.
- Kegelspiel-Radweg von Wenigentaft nach Hünfeld, damit ins Haunetal und Fuldatal zum Hessischen Fernradweg R1.